# Битенг
Би́тенг (изначално бе́тинг, от на нидерландски: beting) – здрава опора, извисяваща се над палубата на съд или кораб. Являва се част (опора, лапа, основа) на буксирното устройство и швартовите механизми на съда.
Битенга има усилено закрепване към корпуса. За укрепване на битенга във вертикално положение служи особена кница – битенг-стандерс.
Битенгите могат да бъдат от дървени (първоначал те са били дървени стойки), но най-често се правят от метал (от стомана или чугун).
Битенга може да е единичен или двоен. На двойния битенг може да има напречна връзка, която се нарича битенг-краспица.
Битенга служит за следните цели:
- Намаляване на скоростта с тралене на котвената верига.
- Закрепване на буксирните въжета или котвения канат.
- Създаване на равномерен ход при канатна тяга.
- Закрепване на швартовите при малките кораби и катери, швартуващи се по борда.
- Закрепване на швартовите при съдове, буксируеми лагово (борд до борд).